# ده وزیر
ده وزیر، روستایی از توابع بخش قطرویه شهرستان نی‌ریز در استان فارس ایران است.

## جمعیت
این روستا در دهستان قطرویه قرار دارد و بر اساس سرشماری مرکز آمار ایران در سال ۱۳۸۵، جمعیت آن ۱۲ نفر (۵ خانوار) بوده‌است.